# Вишневский, Борис Степанович
Борис Степанович Вишневский (1920 год, Кисловодск — 27 марта 1944 года, Николаев) — Герой Советского Союза, сапёр 57-го отдельного инженерно-сапёрного батальона 28-й армии 3-го Украинского фронта, красноармеец.

## Биография
Борис Степанович родился в 1920 году в Кисловодске в семье служащего. После получения среднего образования работал слесарем в городе Краснодаре.
В 1941 году был призван в ряды Красной Армии, службу проходил в зенитных артиллерийских частях в грузинском городе Поти, затем был переведён в морскую пехоту.
Осенью 1943 года вместе с сапёрным взводом был придан 384-му отдельному батальону морской пехоты Черноморского флота, в составе которого участвовал в десантных операциях по освобождению Мариуполя и Осипенко. За отличие в этих боях был награждён медалями «За боевые заслуги» и «За отвагу».
Участвовал также в боях на Кинбурнской косе, освобождении посёлков Херсонской области Александровка, Богоявленское (ныне Октябрьский) и Широкая Балка.
Во второй половине марта 1944 года вошёл в состав десантной группы под командованием старшего лейтенанта Константина Фёдоровича Ольшанского. Задачей десанта было облегчение фронтального удара советских войск в ходе освобождения города Николаева, являвшегося частью Одесской операции. После высадки в морском порту Николаева отряд в течение двух суток отбил 18 атак противника, уничтожив около 700 гитлеровцев. В этих боях погибли почти все десантники, в том числе и рядовой Б. С. Вишневский.
Указом Президиума Верховного Совета СССР от 20 апреля 1945 года за образцовое выполнение боевых заданий командования на фронте борьбы с немецкими захватчиками и проявленные при этом отвагу и геройство рядовому Вишневскому Борису Степановичу было присвоено звание Героя Советского Союза (посмертно).

## Награды
- Золотая Звезда Героя Советского Союза (посмертно);
- орден Ленина;
- медаль «За боевые заслуги»;
- медаль «За отвагу».

## Память
- Похоронен в братской могиле в городе Николаеве (Украина) в сквере 68-ми десантников.
- Там же в честь Героев открыт Народный музей боевой славы моряков-десантников, воздвигнут памятник.